# 市川欣希
市川 欣希（いちかわ よしき、1985年8月28日 - ）は、日本の俳優。
愛知県出身。wondervillage所属。WATER BOYS2で共演した俳優の中尾明慶のYouTubeでよしきD呼ばれている。

## 出演

### テレビドラマ
- キッズ・ウォー3～ざけんなよ～（TBS、2001年）
- WATER BOYS2（フジテレビ、2004年）
- 怨み屋本舗REBOOT（テレビ東京、2009年） 第4話
- シバトラ〜さらば、童顔刑事スペシャル〜（フジテレビ、2010年）
- 孤独のグルメ Season4 第6話 （2014年8月13日、テレビ東京）  - カップル男性客 役
- ホテルコンシェルジュ（TBS、2015年）第8話
- サマー・ストーカーズ・ブルース（フジテレビ、2015年）
- スミカスミレ～45歳若返った女～（テレビ朝日、2016年）第7話
- 日曜劇場IQ246〜華麗なる事件簿〜（TBS、2016年）第5話
- リテイク 時をかける想い（東海テレビ、2016年）第6話
- 特命係長只野仁AbemaTVオリジナル（AbemaTV、2017年）第42話
- ふらり松尾芭蕉（フジテレビ、2017年）
- 東京アリス（Amazonプライム・ビデオ、2017年）
- 重要参考人探偵（テレビ朝日、2017年）第1話
- 祭戦士ワッショイダー（CBC、2018年）第4話、最終話

### 映画
- ライフサイクル（2007年）
- 新・鯨道 ～侠魂～完結編（2009年）
- ショートムービー「3G」（2013年）主演[1]
- まほろ駅前狂騒曲（2014年）
- 塀の中の神様（2015年）
- 土竜の唄 香港狂想曲（2017年）
- 劇場版 米寿の伝言（2025年）[2]

### 舞台
- ハンス・クリスチャン・アンデルセン（2001年、 愛知県芸術劇場小ホールほか）
- 赤毛のアン（2003年、名古屋アートピアホールほか）
- 天才劇団バカバッカvol.12「ザ・ランド・オブ・レインボウズ」 （2013年、六行会ホール）
- 楽園の東（2014年、新宿シアターモリエール）

### ラジオ
- 松原敬生の歌謡パーティー（2002年、東海ラジオ）

### 広告
- リポビタンD～甲子園版～

### CM
- 名古屋女子文化短期大学（2003年）
- ケンタッキーフライドチキン（2006年）
- オリエンタルバイオ ハラスメント大全集編（2017年）[3]